# Hồ Trọng Đào
Hồ Trọng Đào (sinh 1959) là sĩ quan cấp cao trong Quân đội nhân dân Việt Nam, hàm Thiếu tướng, nguyên Cục trưởng Cục Chính trị thuộc Tổng cục Chính trị, nguyên Phó Chính ủy Tổng cục Kỹ thuật.

## Thân thế sự nghiệp
Năm 2010, ông được bổ nhiệm giữ chức Cục trưởng Cục Chính trị thuộc Tổng cục Chính trị, Phó Bí thư Đảng ủy cơ quan Tổng cục Chính trị.
Năm 2017, ông được điều động bổ nhiệm giữ chức Phó Chính ủy Tổng cục Kỹ thuật.
Năm 2019, ông nghỉ chờ hưu.
Thiếu tướng (2013)